# San Juan de la Costa

San Juan de la Costa é uma comuna do Chile, localizada na Província de Osorno na Região de Los Lagos. Sua capital comunal é a vila de Puaucho, situada a 34 km de Osorno.
A comuna limita-se: a norte com La Unión, na Província de Ranco; a leste com San Pablo e Osorno; a oeste com o Oceano Pacífico; a sul com Río Negro. 
Principais centros urbanos:
- Bahía Mansa (porto)
- Puaucho
- Pucatrihue
- Maicolpue

## História
A região foi habitada primeiramente pelo povo Huilliche, sendo uma das zonas principais onde atualmente vive o povo Huilliche.
O congresso nacional, a declarou como comuna, através da lei Nº1-2868, em 26 de outubro de 1979, transformando-se na sétima comuna da província de Osorno. 

## Economia
Sua atividade produtiva é quase em sua totalidade agrícola, pesqueira e florestal. No verão predomina o turismo principalmente no Litoral.

## Turismo
Esta comuna se caracteriza por possuir um extenso litoral apropriado para o ecoturismo, destacando-se os balneários de Pucatrihue e Maicolpué, e o porto de Bahía Mansa.